# Злогош
Злогош е село в Западна България. То се намира в община Трекляно, област Кюстендил.

## География
Село Злогош се намира в планински район, в Кюстендилското Краище, по склоновете на Земенската планина, от двете страни на Злогошки дол.
Селото е разпръснат тип, образувано от махали: Кадинци, Муинци, Клен и Долна, Макаринска, Букарска, Село, Макарино тепе, Мушикарска, Гергинова, Ладнина, Плава круша, Долни Шушнярци, Болюбашка, Горни Шушнярци, Кориярска, Ладнина падина.

## Население
| Година    | 1880 | 1900 | 1926 | 1934 | 1946 | 1956 | 1965 | 1975 | 1984 | 2010 | 2019 |
| Население | 551  | 722  | 1034 | 1012 | 906  | 606  | 390  | 276  | 175  | 67   | 36   |

## История
Няма запазени писмени данни за времето на възникване на селото. Останките от късноантично селище и некропол свидетелстват, че района е населяван от дълбока древност.
В местността „Черенец“ има останки от средновековно селище от времето на Втората българска държава – при селскостопански и залесителни дейности в района са намирани стени, тухли, питоси, монети и други артефакти. Днес мястото му не се обработва и в по-голямата си част е залесено.
В турски данъчни документи от 1570 – 1572 г. са регистрирани две села с името Злогуште като зиамети към нахия Сирищник и Горно Краище на Кюстендилския санджак. В едното са отбелязани 22 домакинства, 14 ергени, 1 бащина и 1 вдовица, а в другото – 35 домакинства, 16 ергени, 3 бащини и 3 вдовици. В списъка на джелепкешаните от 1576 – 77 г. е записано село Излогош към кааза Ълъджа (Кюстендил) с 5 данъкоплатци. В регистър от XVII век село Злогош е посочено като рударско селище с 27 християнски семейства.
През 1866 г. селото има 62 домакинста с 486 жители. В края на XIX век село Злогош има 6112 дка землище, от които 342 дка ниви, 2987 дка гори, 783 дка ливади и 2000 дка мери и се отглеждат 2300 овце, 612 кози, 438 говеда и 122 коня.
Основен поминък са земеделието (пшеница, ечемик, картофи) и животновъдство (овце). Развити са домашните занаяти: има 2 ковачи, 5 шивачи, 2 кожари, 3 дърводелци, 2 бакалници, няколко кръчми и грънчарница. Част от мъжете са сезони работници и миньори в други селища.
В селото има училище от преди Освобождението. Църквата „Свети Димитър“ е построена през 1876 г., и изписана от Евстатий Попдимитров. Създадена е Кредитна кооперация „Икономия“ (1927 г.), читалище „Отец Паисий“ (1928 г.). През 1940 г. е открита пощенска станция.
През 1956 г. е създадено ТКЗС „Черенец“ с основни отрасли животновъдство (овце) и растениевъдство (овощия, пшеница, картофи). През 1961 г. ТКЗС преминава в състава на ДЗС – с. Трекляно, от 1979 г. – в състава на АПК „Краище“, което от 1983 г. е в състава на ЦКС.
Селото е електрифицирано (1948), водоснабдено (1968) и асфалтирано (1979)

## Религии
Село Злогош принадлежи в църковно-административно отношение към Софийска епархия, архиерейско наместничество Кюстендил. Населението изповядва източното православие.

## Исторически, културни и природни забележителности
- Църква „Свети Димитър“. Построена е през 1876 г.
- Оброк „Свети Георги“. Намира се на около 900 метра северозападно от църквата в местността „Кръста“. Мястото е отбелязано с кръст от бигор, в близост до група вековни дъбове.
- Оброк „Свети Атанас Летни“. Намира се на около 1250 метра северозападно от църквата, в местността „Атанасчица“.
- В местността „Кръста“ има цер на над 270 години и летен дъб на 170 години.
- В местността „Черенец“ е лобното място на Ем. Шекерджиев, Стоян Лудев, Стоян Стоименов и Кр. Зарев.

## Личности
- Йордан Цветков Велинов – род.1906 г., строителен инженер, завършил в Загреб. Работил в минното дело, железниците, строителството.
- Иван Христов Костов – 1898-1969, земеделски деец, завършил философия в Белградския университет.